# Eotyrannus
Eotyrannus là một chi khủng long, được Hutt Naish Martill Barker & Newberry mô tả khoa học năm 2001.